# NGC 1463
NGC 1463 是网罟座的一個星系，被约翰·弗里德里希·威廉·赫歇尔于1834年10月6日发现，历元是J2000.0，赤经是3时46分15.5秒，赤纬是-59°48'37"。星等是13.3，表面亮度是13.6，蓝等是14.2。
 维基共享资源上的相關多媒體資源：NGC 1463
- NED – NGC 1463
- SEDS – NGC 1463
- SIMBAD – NGC 1463
- VizieR – NGC 1463